# Bonthainia gravelyi
Bonthainia gravelyi is een hooiwagen uit de familie Sclerosomatidae. De wetenschappelijke naam van Bonthainia gravelyi gaat terug op Roewer.